# Charles Bouaziz
Pour les articles homonymes, voir Bouaziz.
Charles Bouaziz est un homme d'affaires français, né le 25 juillet 1962. Il effectue la plus grande partie de sa carrière chez PepsiCo, en tant que directeur général de la filiale française, puis au sein de la direction européenne de l'entreprise. Il effectue un bref passage au poste de directeur exécutif général de l'enseigne de distribution Monoprix avant de rejoindre le fonds d'investissement PAI partners en tant qu'associé. De fin 2012 à mi 2020, il était PDG d'Ontex.

## Biographie

### Formation et début de carrière
Charles Bouaziz est scolarisé au lycée Louis-le-Grand et poursuit ses études à l'ESSEC. Il est élu président du bureau des étudiants, puis délégué de sa promotion, et en sort diplômé en 1985. Il commence sa carrière professionnelle au Canada en tant que commercial chez Michelin. Il rejoint Procter & Gamble France en 1987 où il travaille durant cinq ans en tant que chef de produit et chef de marque,. 

### PepsiCo
En 1991, il rentre chez Pepsi-Cola France comme directeur marketing. La filiale du groupe américain compte alors une quinzaine de salariés. En 1996, il est nommé directeur général,. En 1998, Bouaziz s'oppose au projet de rachat d'Orangina par Coca-Cola. Orangina, alors filiale de Pernod Ricard, distribue depuis 1992 les boissons Pepsi-Cola et 7 Up, appartenant à PepsiCo, dans le circuit « hors domicile » du marché français. PepsiCo et son agence de communication Euro RSCG Corporate organisent une campagne de lobbying auprès des élus et des médias et cherchent à orienter le débat sur le thème du droit de la concurrence. 
Le directeur général confie être « allé voir tous les députés concernés pendant un an ». Il prend également la parole dans les quotidiens Le Monde et Libération. En 1999, le projet de rachat est définitivement rejeté par le Conseil de la concurrence. Le rôle tenu par Bouaziz dans cette affaire lui permet de se faire remarquer par les dirigeants américains de PepsiCo. Sous sa direction, la filiale française connaît une longue période de croissance. En 2006, elle compte 300 salariés et réalise un chiffre d'affaires de 469 million d'euros. La même année, il est nommé directeur pour l'Europe de l'ouest, chargé des marchés allemand, autrichien, belge, français, italien et suisse,.

### Autres activités
En 2010, après avoir passé dix-huit ans chez PepsiCo, Charles Bouaziz est nommé directeur exécutif général de Monoprix,. Il est l'un des rares transfuges de l'industrie vers le monde de la distribution. Bouaziz y passe quatre mois qu'il qualifie de « cauchemardesques ». Il ne s'adapte pas aux contraintes de la grande distribution, notamment sa méthode de gestion « juste-à-temps », et quitte son poste en juillet 2010. En 2011, Charles Bouaziz rejoint le fonds d'investissement PAI partners en tant qu'associé. L'année suivante, il devient président de l'association Essec Alumni rassemblant les diplômés de l'ESSEC. En 2012, il est nommé PDG d'Ontex, une firme fabriquant des produits d'hygiène jetables. Il y a été licencié avec effet immédiat le 30 Juillet 2020 sous pression des actionnaires.